# Lewis Macleod
Lewis Macleod (Wishaw, 16 juni 1994) is een Schots voetballer die onder contract staat bij Wigan Athletic.

## Statistieken
| Seizoen         | Club            | Competitie      | Premiership | Premiership | Scottish Cup | Scottish Cup | League Cup | League Cup | Challenge Cup | Challenge Cup | Europa | Europa | Totaal | Totaal |
| Seizoen         | Club            | Competitie      | Wed.        | Dlp.        | Wed.         | Dlp.         | Wed.       | Dlp.       | Wed.          | Dlp.          | Wed.   | Dlp.   | Wed.   | Dlp.   |
| --------------- | --------------- | --------------- | ----------- | ----------- | ------------ | ------------ | ---------- | ---------- | ------------- | ------------- | ------ | ------ | ------ | ------ |
| 2012-2013       | Rangers FC      | Second Div.     | 21          | 3           | 3            | 0            | 4          | 0          | 3             | 0             | 0      | 0      | 31     | 3      |
| 2013-2014       | Rangers FC      | League One      | 18          | 5           | 2            | 0            | 1          | 0          | 3             | 0             | 0      | 0      | 24     | 5      |
| 2014-2015       | Rangers FC      | Championship    | 5           | 1           | 0            | 0            | 1          | 0          | 2             | 3             | 0      | 0      | 8      | 4      |
| Carrière totaal | Carrière totaal | Carrière totaal | 44          | 9           | 5            | 0            | 6          | 0          | 8             | 3             | 0      | 0      | 63     | 9      |